# Frederick Hitch
Frederick Hitch (Londra, 28 novembre 1856 – Londra, 6 gennaio 1913) è stato un militare e tassista britannico, premiato con la Victoria Cross.

## Biografia
Nacque a Londra nel quartiere di Southgate alla fine del novembre 1856, in data incerta tra i giorni 27 e 29. Nel 1877 si arruolò nell'esercito britannico e venne subito spedito a combattere in Sudafrica, prima contro gli xhosa e infine contro gli zulu.
Stanziato all'avamposto di Rorke's Drift, partecipò alla battaglia conseguente l'improvviso assalto degli zulu, distinguendosi per il suo coraggio e venendo premiato con la Victoria Cross, la più alta onorificenza militare britannica. Venne ferito gravemente alla spalla destra da un proiettile nemico, e solo una parziale rimozione delle ossa delle giunture gli permise di riguadagnare un uso limitato del braccio.
La grave ferita gli fece ottenere il congedo dall'esercito in cambio di una pensione militare e un ben meno faticoso impiego come commissario dell'Imperial Institute. La sua Victoria Cross andò persa in circostanze mai chiarite, secondo Hitch rubata, secondo altri rivenduta da lui stesso, e ne pagò di tasca propria una replica. In seguito divenne conduttore di carrozze e infine tassista, uno dei primi in Gran Bretagna, e ancora oggi ai tassisti londinesi è riservato il premio "Fred Hitch gallantry award". Morì nel 1913 in seguito ad un malore improvviso.
Nel film Zulu, che rievoca la battaglia di Rorke's Drift, è interpretato dall'attore David Kernan.